# Antonio Seleme
Antonio Miguel Seleme Vargas (Cochabamba, Bolivia; 20 de septiembre de 1904 - La Paz, Bolivia; 2 de octubre de 1979) fue un militar y político boliviano que ocupó el alto cargo de Ministro de Gobierno, Justicia e Inmigración de Bolivia desde el 16 de mayo de 1951 hasta el 11 de abril de 1952 durante el gobierno del presidente Hugo Ballivián Rojas, pues cabe mencionar que Seleme ingresó a la Historia de Bolivia por ser la principal figura que propició el golpe que dio inicio a la Revolución boliviana de 1952.

## Biografía
Nació el 20 de septiembre de 1904 en la ciudad de Cochabamba. Era hijo legítimo de José Seleme, un inmigrante del Monte Líbano del entonces Imperio Otomano (actual Líbano), y de María Lindaura Vargas Pérez, natural de la ciudad de Cochabamba y de ascendencia española. 

### Carrera militar (1925-1951)
Ingresó a estudiar al Colegio Militar del Ejército (COLMIL) en 1922, de donde egresó con el grado de subteniente de artillería el año 1925. Durante su carrera militar, Antonio Seleme participó en la Guerra del Chaco con el Paraguay (1932-1935), donde estuvo al mando de la Batería de Artillería Seleme. Al finalizar la guerra, fue ascendido al grado de capitán el año 1935 y continuó con su carrera hasta llegar al grado de coronel el año 1950. 

### Ministro de Gobierno, Justicia e Inmigración (1951-1952)
El 16 de mayo de 1951, el Presidente de Bolivia Hugo Ballivián Rojas posesiona al entonces coronel Antonio Seleme en el cargo de Ministro de Gobierno, Justicia e Inmigración.

#### Conspiración junto con el MNR y la Falange
Pero cabe mencionar, que mientras se encontraba aún en el cargo ministerial, Seleme empezó a conspirar contra el propio presidente Ballivián a principios del año 1952 y comenzó a tener contactos secretos y charlas con los partidarios políticos del Movimiento Nacionalista Revolucionario (MNR) así como también con la Falange Socialista Boliviana (FSB), que durante esa época eran oposición al gobierno militar de Ballivián. Junto a ellos, Antonio Seleme planearía el golpe de Estado al presidente para el 12 de abril de 1952.
Pero con lo que no contaron los revolucionarios, fue que el presidente Hugo Ballivián ya sospechaba de las 
conspiraciones que tenían algunos de sus propios ministros, y para resolver aquello, Ballivián decidió el 8 de abril reestructurar todo su gabinete ministerial, pidiendo la renuncia colectiva a todos sus ministros.

### Revolución Nacional de 1952
Ante la imposibilidad de ser nuevamente ratificado en el cargo de ministro, Antonio Seleme se adelantó a los planes y de manera totalmente precipitada decidió el 9 de abril dar inicio al golpe que iniciaría la Revolución de 1952. En ese sentido, Antonio Seleme movilizó a la fuerza policial de carabineros de 2500 hombres, siendo estos desplegados por el centro histórico de la ciudad de La Paz. El combate duró 3 días seguidos hasta el 12 de abril, cuando los revolucionarios lograron triunfar sobre las pocas tropas del Ejército de Bolivia que se quedaron a defender lealmente hasta lo último al gobierno de Hugo Ballivián.
Después de la Revolución, en forma de gratitud, el gobierno del MNR ascendió a Antonio Seleme al grado de General de División y lo designó en cargo de embajador de Bolivia en Estados Unidos y España.

### Últimos años y fallecimiento
Después de 17 largos años de haber transcurrido la Revolución de 1952, Antonio Seleme finalmente decide publicar un libro de sus memorias en el año 1969, en donde cuenta su actuación durante la revolución.
Antonio Seleme falleció el 2 de octubre de 1979 en la ciudad de La Paz a sus 75 años de edad. En homenaje póstumo, el gobierno del presidente interino Walter Guevara Arce (1912-1996) declaró mediante Decreto Supremo N° 17082, duelo a nivel nacional por su lamentable fallecimiento.